# Zaki al-Arsuzi

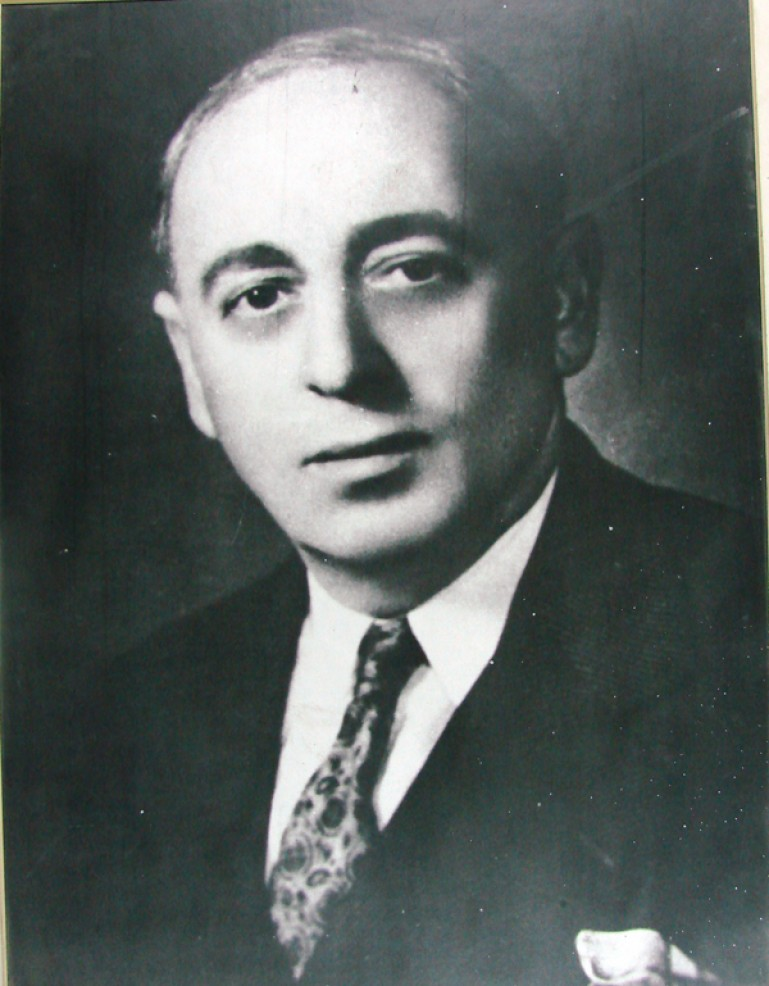
Zaki al-Arsuzi (um 1939)

Zakī al-Arsūzī (arabisch زكي الأرسوزي, DMG Zakī al-Arsūzī) bzw. Zaki al-Arzouzi (* Juni 1899 in Alexandrette, heute Türkei; † 2. Juli 1968 in Damaskus, Syrien) war ein syrischer Lehrer, Philosoph und Politiker sowie ein Vordenker des Panarabismus.
Obwohl Arsuzi bereits früh an einer Mektep-Schule den Koran auswendig lernte und seine Mutter Maryam aus einer religiösen Familie entstammte, wurde er später Atheist. Nach dem Besuch der osmanischen rüştiye-Mittelschule und seinem Studium an der Pariser Sorbonne (1927–1930) ließ sich der Alawit Arsuzi zunächst in der von Alawiten dominierten Hafenstadt Antiochia, der Hauptstadt des 1920 französisch gewordenen Sandschak Alexandrette, nieder. Dort organisierte er 1938 eine panarabische Kampagne gegen die Abtretung des Gebiets an die Türkei, musste aber 1939 seine Heimat verlassen und floh nach Damaskus. In Damaskus traf Arsuzi um 1940 auf Michel Aflaq und Salah ad-Din al-Bitar, die späteren Gründer der Baath-Partei. Die später einander verfeindeten syrischen und irakischen Flügel der Partei stellten in ihrer offiziellen Parteigeschichte die Rolle bzw. den Anteil Arsuzis bei der Gründung unterschiedlich dar. Daraus resultieren auch unterschiedliche Angaben über das Gründungsjahr. Offensichtlich ist Arsuzi – im Gegensatz zu seinen Schülern und Anhängern – trotz gewisser gemeinsamer panarabischer Anschauen aus persönlichen Differenzen mit Aflaq der Partei selbst nicht beigetreten, spätestens nach der Vereinigung der Baath-Partei mit Akram al-Hauranis Arabischer Sozialistischer Partei 1953 zog er sich zunächst aus der Politik zurück. Das bewahrte ihn vor innerparteilichen Machtkämpfen und Säuberungen, aber nicht davor, nach seinem Tod von den 1966 bzw. 1970 an die Macht gelangten alawitischen Neo-Baathisten ideologisch vereinnahmt zu werden.